# Felipe Carrillo Puerto
Felipe Carrillo Puerto (Carrillo Puerto) – miasto położone około 30 km od meksykańskiego wybrzeża Morza Karibskiego w stanie Quintana Roo. Miasto zostało założone przez Majów w 1850 roku w czasie ich walk o niepodległość i nazywało się Chan Santa Cruz. Obecna nazwa miasta została nadana na cześć Felipe Carrillo Puerto meksykańskiego rewolucjonisty i gubernatora Jukatanu w latach 20. XX w.

## Gmina Felipe Carrillo Puerto

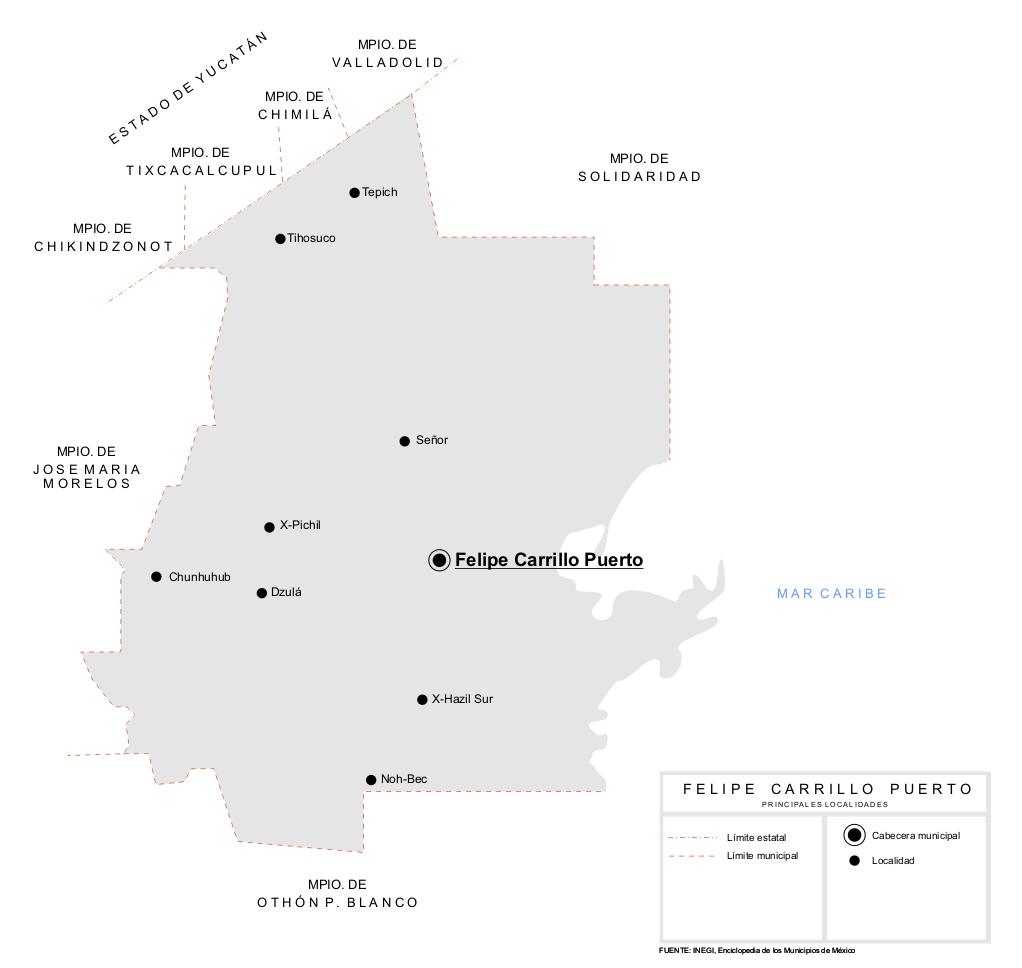
Mapa gminy Felipe Carrillo Puerto

Miasto jest siedzibą gminy o tej samej nazwie. Gmina w 2010 roku liczyła 75 026 mieszkańców, a większość ludności stanowią potomkowie Majów. Powierzchnia gminy wynosi 13,806 km². Gmina na północy graniczy z gminami Solidaridad i Tulum a na południu z Othón P. Blanco i José María Morelos.